# Kurtis Roberts
Kurtis Roberts (Turlock, Kalifornia, 1978. november 17. –) amerikai motorversenyző. Kenny Roberts legkisebb fia, a 2000. évi világbajnok, Kenny Roberts, Jr. testvére.

## AMA
Kurtis 1998-ban debütált az AMA Superbike bajnokságban. A negyedliteres géposztályban második helyen végzett, emellett elindult néhány Supersport-versenyen is. A 2005-ös szezon első három versenyen egyaránt dobogón végzett, ezenkívül ugyanebben az évben megszerezte első győzelmét is. Miután 2002 nagy részét kihagyta sérülés miatt, 2003-ban az összetett harmadik helyén végzett. 2005 egy csalódást keltő év volt csapata számára, bár a Daytona 200-on második lett.

## Nemzetközi karrier
1997-ben bemutatkozhatott a MotoGP 250 köbcentiméteres géposztályában.
2004-re a Protonhoz csatlakozott, ám az istálló abszolút versenyképtelen volt, az egész szezon során mindössze egy pontot szerzett.
2006-ban néhány versenyen elindult a Superbike-világbajnokságon, a Pedercini csapatánál.
Nem sokkal később a korábbi AMA-győztes Doug Chandlerrel csapatot alapított a sorozatban.
A MotoGP-be 2007-ben tért vissza, apja csapatánál, ahol éppen testvérét váltotta.